# البلاستيك السلعي

الطلب على الراتنجات البلاستيكية في أوروبا خلال عام 2017 كنسبة مئوية من إجمالي الطلب على البلاستيك.

مقارنة بين المواد البلاستيكية القياسية والبلاستيك الهندسي والبلاستيك عالي الأداء

المواد البلاستيكية السلعية (بالإنجليزية: Commodity plastics) أو بوليمرات السلع (بالإنجليزية: commodity polymers) هي لدائن بلاستيكية تُنتج بكميات كبيرة لتطبيقات مثل التعبئة والتغليف وحاويات المواد الغذائية والمنتجات المنزلية، بما في ذلك السلع والمنتجات ذات الاستعمال الواحد والسلع المعمرة . وعلى عكس اللدائن الهندسية (البلاستيك الهندسي) ، تميل المواد البلاستيكية السلعية إلى أن تكون غير مكلفة في إنتاجها وتٌظهر خصائص ميكانيكية ضعيفة نسبيًا. تشمل المواد البلاستيكية السلعية المستعملة على نطاق واسع البولي إيثيلين (PE)، والبولي بروبيلين (PP)، والبوليسترين (PS)، وبولي كلوريد الفاينيل (PVC)، وبولي ميثيل ميثاكريلات (PMMA)، والبولي إيثيلين تيرفثالات (PET). فتشمل المنتجات المصنوعة من البلاستيك السلعي الأطباق ذات الاستعمال لمرة واحدة ، والأكواب ذات الاستعمال لمرة واحدة ، والأشرطة الفوتوغرافية والمغناطيسية، والملابس، والأكياس القابلة لإعادة الاستخدام، والصواني الطبية، وصواني البذر. 

## أنظر أيضا
- البلاستيك الهندسي
- مواد بلاستيكية عالية الأداء
- هوغان، هارولد دبليو. البلاستيك الرائع – مرحبًا بكم على متن السفينة (Exposition Press Books، 1974)